# Amandine Aftalion
Amandine Aftalion (nacida en 1973) es una matemática aplicada francesa, conocida por su investigación sobre los condensados de Bose-Einstein y sobre las matemáticas de las carreras a pie. Es directora de investigación en el Centre national de la recherche scientifique (CNRS).

## Educación y carrera
Aftalion estudió en la École normale supérieure (París) de 1992 a 1996, obteniendo su graduación en matemáticas en 1994 y su maestría en estudios avanzados en análisis numérico en 1995.  Defendió su tesis doctoral, Quelques problèmes d'équations aux dérivées partielles elliptiques non linéaires et apps à des modèles en supraconductivité et en combustion, en 1997 en la Universidad Pierre y Marie Curie, bajo la dirección de Henri Berestycki.   En 2002 obtuvo una habilitación con la tesis Equations aux dérivées partielles elliptiques non linéaires : propriétés qualitatives et modèles en physique des basses températures. 
Es investigadora del CNRS desde 1999 y fue ascendida a directora de investigación en 2008. Desde 2010 su puesto en el CNRS está asociado a la Universidad Versalles Saint-Quentin-en-Yvelines.

## Contribuciones
Aftalion es el autor del libro Vortices in Bose–Einstein Condensatesn (Birkhäuser, 2006). El libro estudia el comportamiento cuántico de los vórtices y superfluidos en los condensados de Bose-Einstein, utilizando la ecuación de Gross-Pitaevskii para modelar la energía en estos sistemas.
En su investigación sobre las matemáticas del deporte, Aftalion utiliza ecuaciones diferenciales para modelar tanto el movimiento y las fuerzas sobre un corredor como la aptitud aeróbica y anaeróbica del corredor a medida que avanza la carrera. Ella ha utilizado la teoría del control óptimo para demostrar que los corredores de largas distancias pueden lograr una mayor resistencia con pequeñas variaciones en la velocidad, contradiciendo investigaciones anteriores de Joseph Keller que sugerían que los corredores deberían mantener su velocidad casi constante durante toda la carrera. En un trabajo posterior, demostró que, aunque los corredores de larga distancia deben acelerar en el sprint final de una carrera, la estrategia óptima para una carrera corta implica reducir la velocidad hacia el final de la carrera.